# Milchstorch

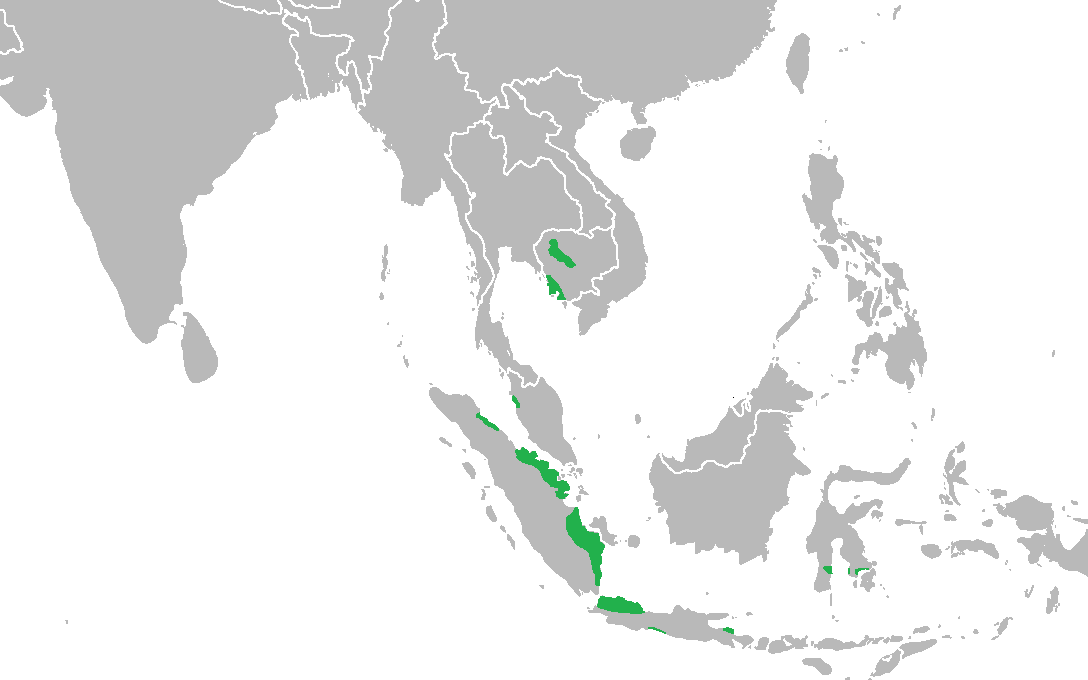
Das Verbreitungsgebiet des Milchstorchs

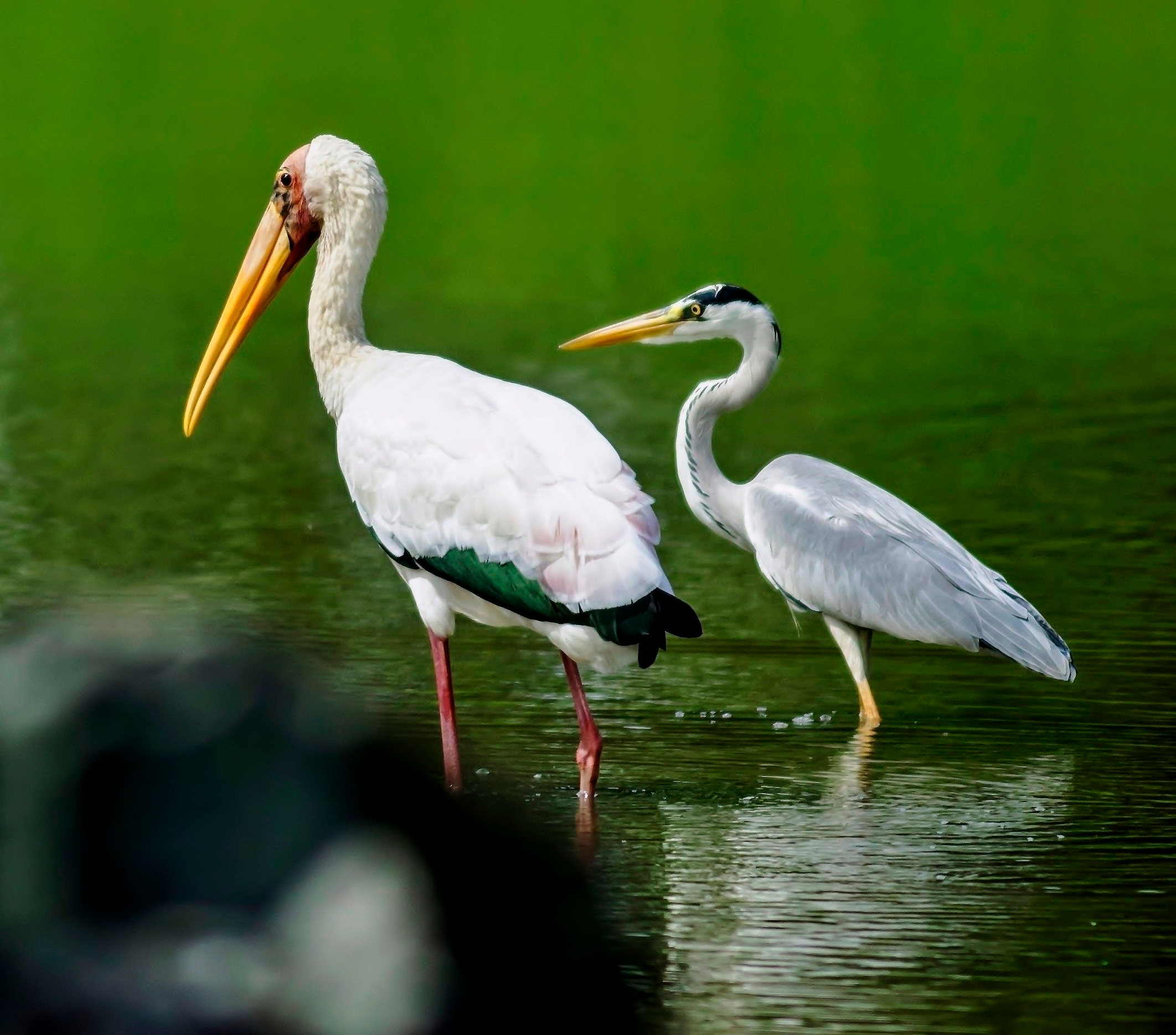
Milchstorch und Graureiher im Größenvergleich

Der Milchstorch (Mycteria cinerea) ist ein südostasiatischer Nimmersatt (Mycteria). Die Bestandssituation des Milchstorchs wird mit en (= endangered – stark gefährdet) eingestuft.

## Merkmale
Der Milchstorch ist ein weißer Vogel mit gelben Schnabel, rotem Gesicht und schwarzen Schwungfedern. Er wird 90 bis 100 Zentimeter lang und zwei bis zweieinhalb Kilogramm schwer. Zur Nahrung gehören vor allem Fische, Lurche, Reptilien, Krebstiere und auch Insekten.

## Vorkommen
Der Milchstorch lebt in Kambodscha, der Malaiischen Halbinsel und auf den Inseln von Sumatra, Java, Bali, Sumbawa, Sulawesi und Buton. Er hält sich an flachen Stellen von Seen, Flüssen, an dicht bewachsenen Ufern und auch an Meeresküsten auf und nistet auf Bäumen an den Ufern und immer mehr auch in der Nähe menschlicher Ansiedlungen.

## Fortpflanzung
In Indien nistet der Milchstorch von Juli bis August; in den südlicheren Gebieten ist das Nisten an das Einsetzen des Monsuns von November bis März gebunden. Die Brutkolonie besteht aus bis zu hundert Nestern. Der Milchstorch nistet oft zusammen mit Reihern, Ibissen und Kormoranen.

## Bestand
Die Art wird als stark gefährdet eingestuft. Gefahr droht durch den Verlust von Küsten-Lebensraum, durch die Jagd und den Handel. Der Bestand wird auf 5500–6100 Tiere geschätzt.

## Einzelbelege
1. ↑  Mycteria cinerea in der Roten Liste gefährdeter Arten der IUCN 2015. Eingestellt von: BirdLife International, 2013. Abgerufen am 17. September 2016.